# Volo spaziale

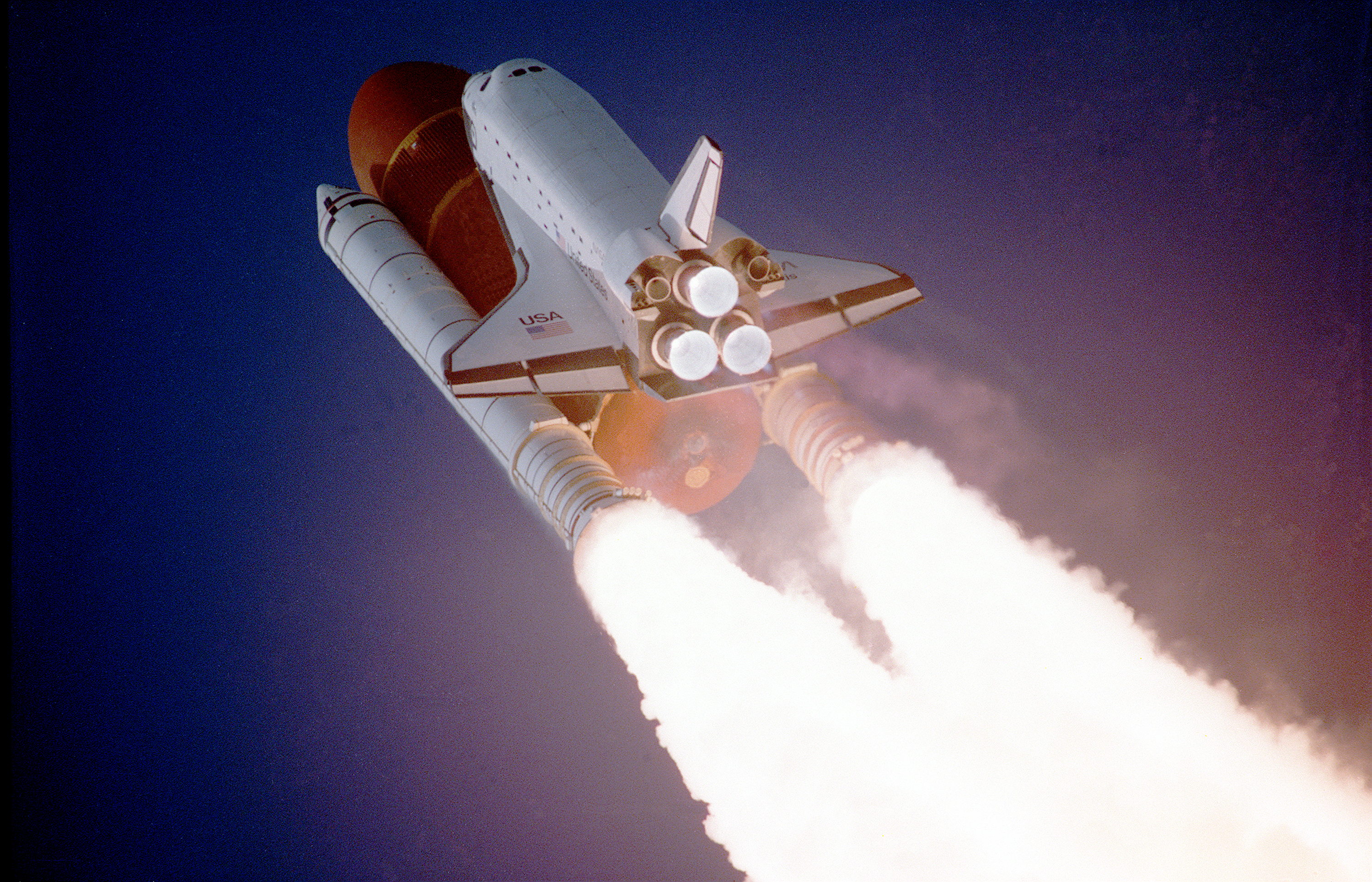
Lo Space Shuttle Atlantis in volo poco dopo il decollo durante la missione STS-27 del 2 dicembre 1988

Il volo spaziale è un processo attraverso il quale un veicolo spaziale (chiamato anche navicella spaziale) si muove al di fuori dell'atmosfera di un qualsiasi corpo celeste. A differenza del volo atmosferico compiuto dagli aerei, il volo nello spazio non si basa sulla portanza generata dalle ali e dovuta al movimento dell'aria intorno ad esse (aerodinamica), bensì è governato unicamente dalla legge di gravitazione universale e dai principi dell'astrodinamica. Per questo motivo la forma dei veicoli spaziali è profondamente diversa da qualsiasi tipo di velivolo utilizzato nell'atmosfera terrestre.
Il volo spaziale è utilizzato nell'esplorazione dello spazio, l'osservazione dell'universo, la sorveglianza satellitare e l'osservazione della Terra tramite satelliti in orbita, così come in attività commerciali come il turismo spaziale e le telecomunicazioni satellitari. Esempi di volo nello spazio sono l'allunaggio del programma Apollo, i voli dello Space Shuttle, i satelliti in orbita intorno alla Terra e le sonde automatiche inviate su altri pianeti per la loro esplorazione.
Generalmente, un volo spaziale inizia dalla superficie di un corpo celeste con il lancio del veicolo tramite un razzo vettore (detto anche lanciatore) che ha il compito di fornire la spinta iniziale necessaria per contrastare la forza di gravità e far lasciare la superficie e l'atmosfera del corpo (se presente) alla navicella. Una volta raggiunto lo spazio, quest'ultima prosegue nel suo viaggio o tramite l'ausilio di un razzo vettore (o di una sua parte, detta stadio) oppure in autonomia con un proprio sistema di propulsione. In questa fase, ogni veicolo spaziale segue una traiettoria di movimento intorno ai corpi celesti che viene chiamata orbita.

## Storia
Le prime teorie sul volo spaziale tramite l'utilizzo di razzi si devono all'astronomo e matematico scozzese William Leitch, nel saggio del 1861 A Journey Through Space, ed all'ingegnere russo Konstantin Ciolkovskij, col suo lavoro del 1903 L'esplorazione dello spazio cosmico attraverso dispositivi a reazione (in russo Исследование мировых пространств реактивными приборами).
L'argomento divenne una possibilità a livello pratico con il lavoro di Robert H. Goddard, A Method of Reaching Extreme Altitudes, pubblicato nel 1919. Le sue applicazioni dell'ugello de Laval ai razzi a propellente liquido ne migliorò l'efficienza in maniera sufficiente a rendere possibili i viaggi nello spazio. Egli inoltre provò, in laboratorio, che i razzi erano in grado di lavorare nel vuoto dello spazio; nonostante tutto, però, il suo lavoro non venne preso seriamente da parte del pubblico di allora. Il suo tentativo di assicurarsi un contratto con l'esercito degli Stati Uniti per un'arma con propulsione a razzo da impiegare nella prima guerra mondiale venne vanificato dall'armistizio dell'11 novembre 1918 con la Germania.
Tuttavia, la pubblicazione di Goddard ebbe una notevole influenza su Hermann Oberth, che in seguito influenzò a sua volta Wernher von Braun. Von Braun fu, infatti, la prima persona a creare e produrre un moderno razzo da usare come arma guidata, utilizzata poi da Adolf Hitler per colpire la Gran Bretagna durante la Seconda Guerra Mondiale. Il razzo V2 di von Braun fu il primo oggetto costruito dall'uomo a raggiungere lo spazio, ad un'altitudine di 176 chilometri durante un volo di prova nel giugno 1944.
Anche il lavoro di Ciolkovskij non fu completamente apprezzato mentre egli era ancora in vita ma riuscì comunque ad influenzare Sergey Korolev, colui che poi divenne il responsabile del programma missilistico dell'Unione Sovietica sotto Iosif Stalin, e che sviluppò il primo missile balistico intercontinentale in grado di trasportare una testata nucleare. Razzi vettori derivati dal missile R-7 Semërka di Korolev furono usati per lanciare il primo satellite artificiale, lo Sputnik 1, il 4 ottobre 1957 e, più tardi, per portare il primo umano nell'orbita della Terra, Jurij Gagarin a bordo della Vostok 1, il 12 aprile 1961.
Alla fine della Seconda Guerra Mondiale, von Braun e la maggioranza del suo team si arrese agli Stati Uniti d'America, venendo espatriati oltreoceano per lavorare allo sviluppo di missili balistici all'interno dell'Army Ballistic Missile Agency. Il loro lavoro su missili quali il Juno I e l'Atlas permise agli Stati Uniti di lanciare il loro primo satellite, l'Explorer 1, il 1 febbraio 1958 e di portare il primo americano in orbita, John Glenn a bordo della Friendship 7, il 20 febbraio 1962. In seguito, come direttore del Marshall Space Flight Center, von Braun supervisionò lo sviluppo di una classe più grande e potente di razzi vettori chiamata Saturn, che permise agli Stati Uniti di mandare i primi umani, Neil Armstrong e Buzz Aldrin, sulla Luna e di riportarli sani e salvi sulla Terra a bordo dell'Apollo 11, nel luglio 1969. Nello stesso periodo, l'Unione Sovietica provò segretamente a sviluppare il razzo N1 per avere l'opportunità di portare anch'essi un uomo sulla Luna, ma il progetto fallì miseramente per problemi tecnici.

## Differenze con il volo atmosferico

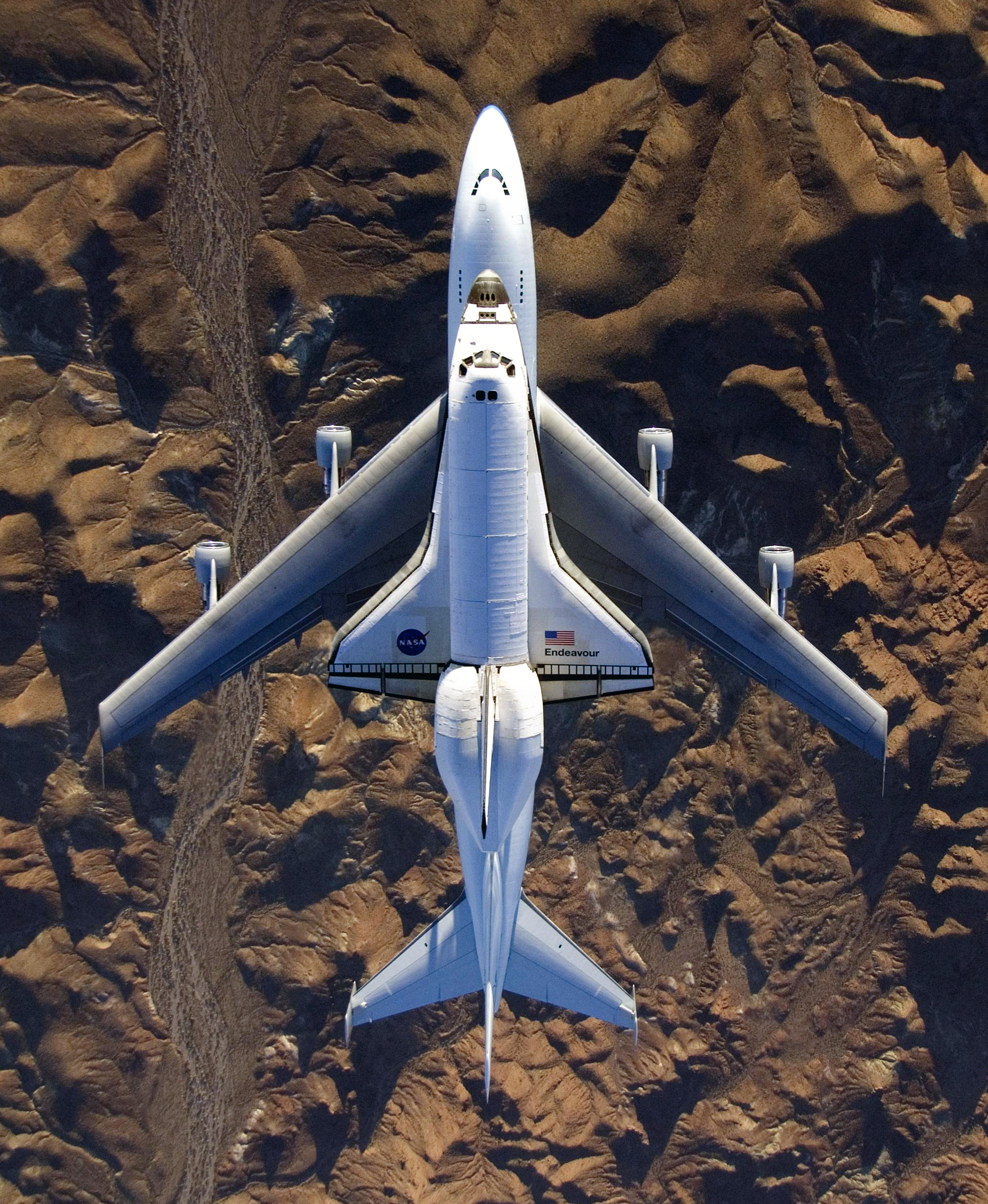
Lo Space Shuttle sopra il boeing 747 della NASA adibito al suo trasporto. Questa immagine mostra chiaramente le differenze tra un aereo per il volo atmosferico e un veicolo spaziale. Lo Space Shuttle decollava in verticale tramite razzi ma atterrava planando dall'orbita tipo un aliante, di fatto volando come un aereo per l'ultima parte della sua missione.

Un volo spaziale, per sua stessa definizione, si svolge appunto nello spazio, ambiente molto differente dall'atmosfera terrestre e di un qualsiasi altro corpo celeste. Essendoci il vuoto, nello spazio non è possibile generare portanza tramite le ali o un altro meccanismo in quanto non sono presenti le molecole d'aria che, "muovendosi" intorno alle superfici alari (in realtà è il velivolo che si muove nell'aria), provocano la spinta verso l'alto di quest'ultimo e di conseguenza la capacità di staccarsi da terra e volare. D'altro canto, però, la stessa mancanza di atmosfera evita il crearsi di qualsiasi forma di attrito aerodinamico che invece ogni velivolo deve contrastare affinché esso rimanga in volo. Un veicolo spaziale, quindi, generalmente non ha bisogno di alcun tipo di superficie alare ed è frequente che la sua forma risulti tutt'altro che aerodinamica, vista anche la totale mancanza di attrito. Ci sono però dei veicoli spaziali che, in funzione del loro compito o delle loro modalità operative, possono avere tutte o alcune caratteristiche costruttive tipiche di un aereo o di un elicottero, in quanto il loro uso coinvolge anche il movimento attraverso l'atmosfera di uno o più corpi celesti durante una parte del loro volo. Esempi di questo tipo sono lo statunitense Space Shuttle e l'analogo sovietico Buran, lo spazioplano sperimentale X-15 e la SpaceShipTwo usata dalla Virgin Galactic. 

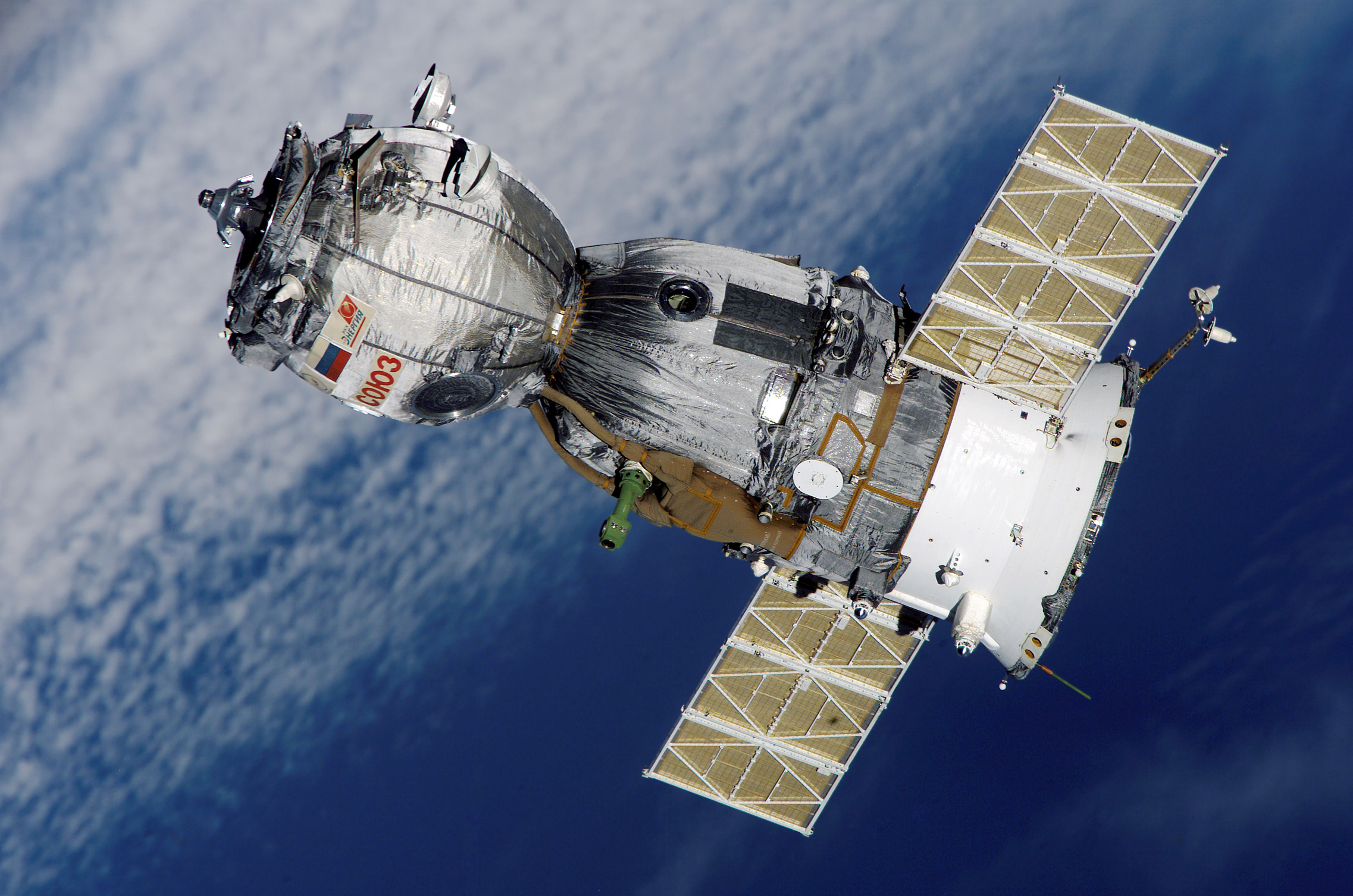
Il veicolo spaziale russo Sojuz in orbita sopra la Terra. Si noti l'apparente mancanza dei motori (che invece sono presenti ma molto piccoli) e la forma non aerodinamica. Quelle che, a prima vista, potrebbero sembrare delle ali sono invece i pannelli solari necessari per generare l'elettricità usata dai sistemi della navicella.

Anche dal punto di vista della propulsione le differenze sono notevoli. La mancanza di atmosfera, infatti, non permette ai classici motori aeronautici (come il motore a elica o turbofan) di poter operare nello spazio in quanto non è presente ossigeno libero necessario per le reazioni di combustione che alimentano gli organi del propulsore atti a generare la spinta, e quindi il movimento per il terzo principio della dinamica. Per questo motivo la quasi totalità dei veicoli spaziali utilizza motori a razzo ed ogni veicolo deve portare con sé, all'interno di speciali serbatoi, sia il carburante che il comburente necessari per la combustione. Inoltre, a differenza di un aereo che deve sempre mantenere i suoi motori accesi durante il volo per contrastare l'attrito aerodinamico e generare la portanza, un veicolo spaziale accende i suoi motori solo quando deve effettuare una variazione della sua traiettoria di volo, durante il decollo ed in alcune procedure di atterraggio. Per tutto il resto del volo, muovendosi nel vuoto, il veicolo prosegue per inerzia seguendo il primo principio della dinamica e quindi non ha bisogno di alcun tipo di propulsione.

## Caratteristiche e fasi del volo
Essendo un tipo di volo che si svolge nello spazio, il volo spaziale non dipende dalle leggi dell'aerodinamica (a cui sono sottoposti gli aerei, gli aerostati e tutti gli esseri viventi in grado di volare) bensì segue le leggi della meccanica celeste e, in particolare, dell'astrodinamica. Conseguenza di ciò, le fasi di un volo spaziale sono notevolmente differenti da quelle di un normale volo atmosferico ed inoltre i veicoli spaziali vengono progettati e costruiti in maniera completamente differente dai normali velivoli. Ogni volo spaziale per essere definito tale, indipendentemente dal veicolo utilizzato o dalla missione da compiere, deve poter lasciare l'atmosfera terrestre e raggiungere, appunto, lo spazio. Compiere ciò significa quindi imprimere al veicolo una spinta verso l'alto in modo da contrastare l'azione della forza di gravità e di metterlo in una traiettoria di volo parabolica che esca, almeno in parte, dall'atmosfera terrestre; il confine tra atmosfera e spazio esterno, nonostante non ne esista uno vero e proprio, viene convenzionalmente posto ad un'altezza di 100 km dalla superficie del mare e prende il nome di linea di Karman.
Essenzialmente, un volo spaziale può essere:
- Sub-orbitale
- Orbitale

La differenza tra le due tipologie riguarda il tipo di traiettoria che il veicolo spaziale possiede una volta lanciato da terra. Se infatti il veicolo possiede una traiettoria parabolica (balistica) che supera i 100 km di altezza ma che non compie almeno un giro completo intorno alla Terra (quella che viene definita un'orbita), allora si avrà una volo di tipo sub-orbitale; se invece il veicolo possiede una traiettoria chiusa tale da permettergli di compiere almeno un giro completo senza ricadere sulla superficie terrestre, allora si avrà un volo di tipo orbitale. Ciò che quindi permette di classificare un volo spaziale è quindi l'orbita che il veicolo segue nello spazio.
Ogni volo spaziale possiede delle fasi, elencate di seguito:
1. Decollo (detto anche lancio).
2. Raggiungimento dell'orbita.
3. Fase di crociera.
4. Manovre orbitali (solo per voli orbitali).
5. Atterraggio (detto anche rientro).

Per completezza e semplicità di esposizione, di seguito, si analizzeranno le fasi di un volo spaziale orbitale con partenza dalla superficie terrestre.

### Decollo

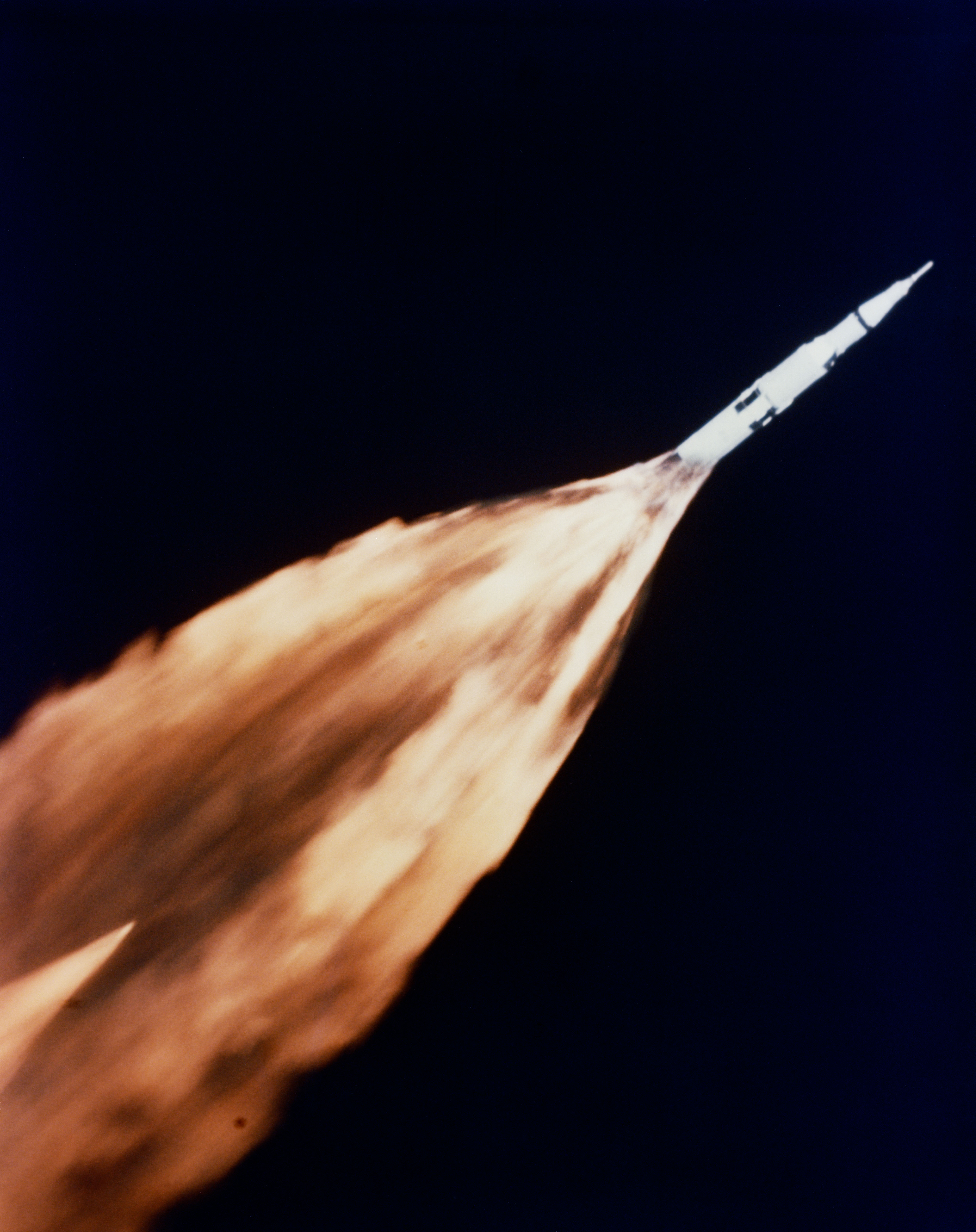
Il Saturn V porta la navicella Apollo 6 in orbita

L'unico metodo attualmente utilizzabile per raggiungere l'orbita, ed utilizzato sin dagli albori dell'astronautica, è tramite l'utilizzo di razzi. Altri metodi per raggiungere l'orbita (e lo spazio in generale) devono ancora essere costruiti oppure non sono ancora sufficientemente sviluppati da poter garantire le prestazioni necessarie.
Il lancio di un razzo per un volo spaziale inizia solitamente da uno spazioporto (o cosmodromo, secondo l'accezione russa), che generalmente è provvisto di complessi di lancio per il decollo verticale dei razzi e di piste per il decollo e l'atterraggio di aerei madre e spazioplani (come lo Space Shuttle). Di solito gli spazioporti sono situati a debita distanza da zone densamente abitate per ragioni di sicurezza e di inquinamento acustico; i missili balistici intercontinentali (ICBM), invece, hanno strutture di lancio speciali e dedicate. Un complesso di lancio è una struttura fissa appositamente costruita per permettere l'involo dei razzi; consiste generalmente in una torre di lancio munita dei dispositivi necessari per permettere il rifornimento ed il controllo del razzo vettore, nonché delle passerelle per permettere l'imbarco di eventuali astronauti. Inoltre, sono presenti dei sistemi di soppressione del rumore e delle trincee tagliafuoco per il convogliamento gas di scarico dei motori lontano da strutture e persone nell'area.
Gli spazioporti più utilizzati e famosi sono il Kennedy Space Center (NASA), il Cosmodromo di Baikonur (Roscosmos) ed il Centro Spaziale della Guyana Francese (ESA); una lista di tutti gli spazioporti attualmente in uso e non può essere trovata sotto la rispettiva voce.
La posizione sulla superficie terrestre del complesso di lancio influenza inoltre l'inclinazione minima possibile dell'orbita che il veicolo potrà raggiungere e, quindi, in base alla missione ed al tipo di veicolo viene scelto il sito di lancio stesso. Per ragioni fisiche, infatti, un'orbita attorno alla Terra (ma vale per qualsiasi altro corpo celeste) deve necessariamente giacere su un piano che intersechi sia il centro di gravità del corpo orbitato (nel nostro caso il centro della Terra), sia il punto di lancio del veicolo spaziale. A causa di ciò, si può facilmente immaginare come da un particolare sito di lancio sia possibile raggiungere solamente quei piani orbitali inclinati di un valore uguale o superiore al valore della latitudine del sito. Ad esempio, un razzo lanciato verso est dal Cosmodromo di Baikonur potrà raggiungere un'orbita con un'inclinazione minima di 45,6°, corrispondente proprio alla latitudine del sito di lancio; come ulteriore conferma, si tenga presente che la stazione spaziale russa Mir possedeva un'orbita inclinata di 51,6° proprio perché tutte le navicelle spaziali russe partivano da Baikonur.
Il decollo è spesso effettuato all'interno di una certa finestra di lancio, ovvero un intervallo di tempo debitamente calcolato entro cui il veicolo spaziale deve necessariamente partire dalla superficie per poter raggiungere la sua destinazione. Una finestra di lancio si ha quando la destinazione del volo è una particolare orbita (con parametri specifici che possono essere ottenuti solo con un lancio in un tempo stabilito) oppure quando si devono raggiungere altri corpi orbitanti (come altri satelliti, stazioni spaziali, o proprio altri corpi celesti), verso cui il lancio va sincronizzato. Un altro fattore di influenza è molto spesso la rotazione stessa della Terra.

#### Metodi alternativi di lancio
Nel corso del tempo, sono stati proposti e più o meno sviluppati molti altri metodi alternativi ai razzi per raggiungere lo spazio. Nuove idee come gli ascensori spaziali e i cosiddetti momentum exchange tethers (letteralmente funi per lo scambio di movimento) richiedono nuovi materiali più resistenti di quelli attualmente conosciuti, impedendone quindi un'applicazione al di fuori della teoria. Lanciatori elettromagnetici come i Lofstrom loops, invece, potrebbero essere dei metodi praticabili con le attuali tecnologie. Altre idee includono spazioplani e/o aerei assistiti da motori a razzo, come il Reaction Engine Skylon (attualmente in sviluppo), spazioplani con motore scramjet o con motori a razzo a ciclo combinato (chiamati in inglese RBCC - Rocket-based combined cycle).

### Raggiungimento dell'orbita
In seguito al lancio del veicolo, la seconda fase del volo riguarda il raggiungimento e l'inserimento in orbita. Secondo la legge di gravitazione universale di Newton e le leggi di Keplero, ad una certa altitudine dal centro di gravità della Terra è necessaria una determinata quantità di velocità orbitale (la velocità che il veicolo spaziale deve possedere in direzione tangenziale alla superficie terrestre) al fine di rimanere in orbita e non ricadere sulla superficie del pianeta. Tuttavia, raggiungere una specifica velocità ed una specifica altitudine non è sufficiente, è necessario infatti che la velocità (che è una grandezza vettoriale) sia correttamente orientata nella direzione e nel verso della velocità orbitale dell'orbita; inoltre, va tenuto conto che la velocità orbitale non è sempre costante lungo tutta l'orbita, bensì varia da punto a punto tra un valore minimo ed un valore massimo.
Durante il lancio, il veicolo spaziale deve quindi essere in grado di porsi su di una traiettoria che intersechi l'orbita in un punto e che l'intersezione stessa avvenga in modo tale che il vettore velocità e l'altitudine corrispondano esattamente con quelli dell'orbita in tale punto. Se queste condizioni vengono rispettate, allora il veicolo avrà raggiunto l'orbita desiderata e sarà in grado di rimanervi anche senza alcun tipo di propulsione. Nel caso contrario (dove la velocità raggiunta non è sufficiente) si avrà una traiettoria di volo sub-orbitale più o meno lunga che riporterà prima o poi il veicolo lanciato sulla superficie.
L'aspetto cruciale del raggiungimento dell'orbita è quindi la necessità di accelerare il veicolo spaziale attraverso l'atmosfera, compito che viene affidato ai cosiddetti razzi vettori (chiamati anche lanciatori). Questi sono infatti dei specifici veicoli spaziali capaci di fornire un enorme quantitativo di spinta in grado di vincere l'azione contrastante della gravità e, al contempo, di far guadagnare al carico utile (ovvero il veicolo che compirà la missione spaziale) velocità sufficiente per raggiungere e rimanere nello spazio, fornendo il cosiddetto delta-v.

### Fase di crociera
Una volta raggiunta l'orbita e spenti i propulsori il veicolo entra nella fase di crociera, dove il veicolo spaziale continua per inerzia sulla sua traiettoria di volo, variando la propria velocità ed altitudine in base alle caratteristiche dell'orbita in cui si trova. Se il veicolo è in una traiettoria sub-orbitale, la fase di crociera corrisponde al lasso di tempo in cui il volo si svolge nello spazio senza significativi effetti di attrito atmosferico ed in condizioni di assenza di peso (più precisamente microgravità).

### Manovre orbitali

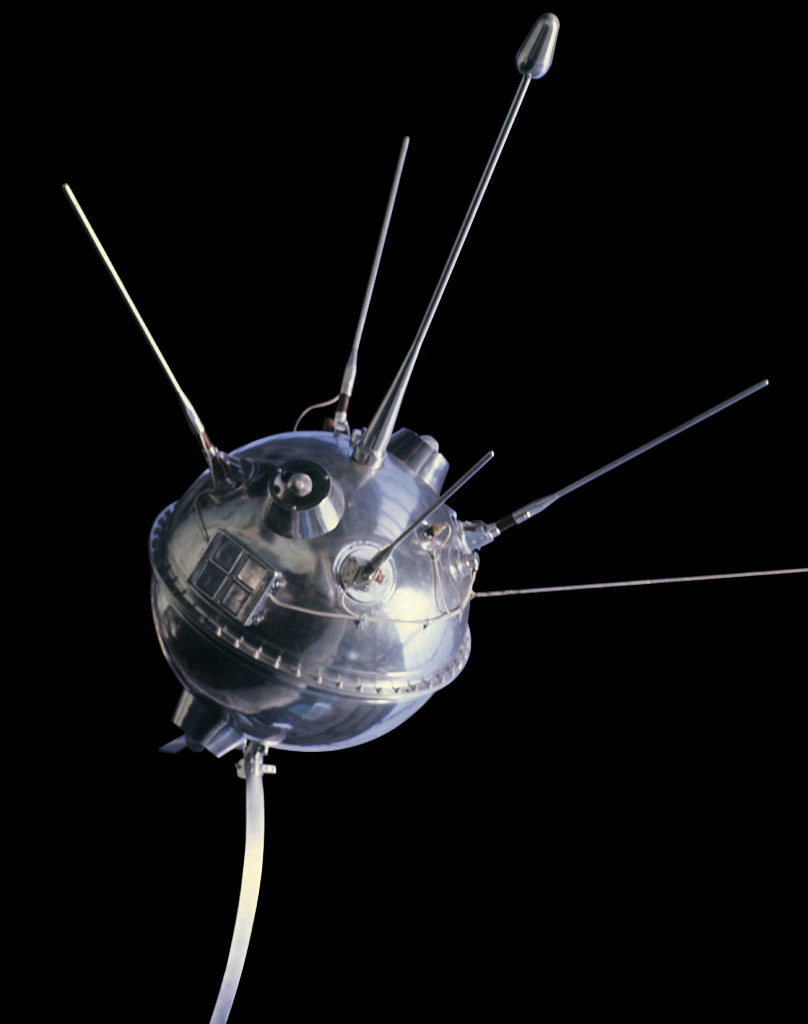
Lanciato nel 1959, la sonda Luna 1 (nella foto una replica) è stata il primo satellite artificiale a lasciare l'orbita terrestre.

Durante un volo nello spazio potrebbe presentarsi la necessità di modificare o cambiare totalmente la propria orbita al fine di proseguire con la missione. Molte volte, infatti, l'orbita raggiunta dopo il lancio altro non è che una cosiddetta orbita di parcheggio, ovvero un'orbita temporanea necessaria per permettere la preparazione delle fasi successive della missione (come nel caso delle missioni Apollo); altre volte, specialmente nei casi di volo interplanetario, si rendono necessarie delle manovre lungo il tragitto al fine per esempio di regolare la rotta o evitare collisioni. In tutti questi casi vengono quindi svolte quelle che vengono chiamate manovre orbitali.
Una manovra orbitale altro non è che una variazione del vettore velocità di un veicolo spaziale e, come per l'inserimento in orbita, è necessario intersecare la nuova orbita con la giusta velocità (in quantità, direzione e verso) nel giusto punto. In generale, le manovre orbitali vengono svolte per ottenere:
- variazione di velocità, altezza e forma dell'orbita sullo stesso piano
- variazione di piano orbitale
- correzione e mantenimento dell'assetto
- rendezvous e/o docking con altri veicoli spaziali

Le manovre orbitali sono quindi fondamentali per indirizzare correttamente un veicolo spaziale verso un altro corpo celeste diverso dalla Terra (si pensi alla traiettoria di inserimento lunare delle missioni Apollo) o per far incontrare due veicoli distinti in orbita allo scopo di fare manutenzione (come fece lo Space Shuttle con il telescopio spaziale Hubble), rifornire una stazione spaziale oppure cambiarne l'equipaggio.
In base all'entità delle manovre orbitali vengono utilizzati tipi di propulsore diversi. Per manovre di variazione dell'orbita vengono generalmente usati i propulsori principali del veicolo o quelli del lanciatore (o di un suo stadio); invece, per manovre di correzione dell'assetto, di rendezvous e di docking vengono utilizzati degli specifici propulsori di controllo dell'assetto (in inglese reaction control system), ad esempio come l'OMS dello Space Shuttle. La differenza principale tra i due tipi di propulsione è nella quantità di spinta che forniscono e, quindi, nella precisione ottenibile nelle varie manovre.

### Atterraggio
L'atterraggio di un veicolo spaziale su di un corpo celeste può differire in base alle caratteristiche del corpo su cui atterra. La principale di queste caratteristiche è la presenza o meno di un'atmosfera e le sue eventuali condizioni e anche la gravità del corpo gioca un ruolo fondamentale. Generalmente, la fase di atterraggio viene chiamata rientro, soprattutto nei confronti di oggetti di ritorno sulla Terra.

#### Rientro atmosferico
I veicoli in orbita possiedono un notevole quantitativo di energia cinetica dovuta alle elevate velocità orbitali necessarie per rimanere nello spazio; questa energia deve necessariamente essere dissipata al fine di permettere l'atterraggio in sicurezza del veicolo spaziale. Mentre un atterraggio su di un corpo celeste senza atmosfera non presenta particolari problemi (se non quello di dover rallentare a sufficienza prima di toccare il suolo), un rientro atmosferico è in grado di generare sulla navicella temperature elevatissime a causa dell'attrito aerodinamico dovuto alla notevole velocità. Per questo motivo è necessario che il veicolo spaziale sia dotato di speciali sistemi di protezione onde evitare di venire vaporizzato al rientro in atmosfera. La teoria dietro i rientri atmosferici fu sviluppata da Harry Julian Allen. Basata su questa teoria vi è la forma dei veicoli di rientro, che presentano forme affusolate e smussate con lo scopo di ridurre quanto possibile l'accumulo di calore sul veicolo. L'utilizzo di queste particolari forme, infatti, permette a meno dell'1% dell'energia cinetica dissipata di surriscaldare il veicolo, facendo finire invece il calore sull'atmosfera circostante.
In base alle caratteristiche del veicolo spaziale, l'atterraggio sulla Terra può avvenire sul suolo o sull'acqua. Le capsule dei programmi Mercury, Gemini ed Apollo, ad esempio, sono atterrate tutte con un ammaraggio nell'oceano (in inglese splash-down), rallentando nella discesa con appositi paracadute. Le capsule del programma Sojuz, invece, atterrano sulla terraferma utilizzando razzi frenanti e paracadute per rallentare a velocità sicure. Gli spazioplani e qualsiasi altro tipo di veicolo spaziale in grado di volare o planare nell'atmosfera sono invece in grado di controllare la propria traiettoria al fine di atterrare su di una pista di atterraggio come i normali aerei. Le sonde robotiche, generalmente, non sono provviste di sistemi di atterraggio e di protezione per il rientro atmosferico in quanto non ne viene preventivato il ritorno sulla superficie. Vengono quindi lasciate in orbita indefinitamente oppure fatte disintegrare nell'atmosfera o, ancora, fatte schiantare di proposito su altri corpi (come la Luna) alla fine della loro vita operativa.

#### Recupero
Dopo l'atterraggio, generalmente, i veicoli, i suoi eventuali occupanti ed il carico vengono recuperati medianti navi (se in acqua) oppure mezzi terrestri e/o aerei. In alcuni casi, il recupero avviene prima dell'atterraggio: mentre un veicolo spaziale sta ancora scendendo col suo paracadute, è possibile infatti recuperarlo "al volo" tramite aerei appositamente progettati. Un esempio è il recupero a mezz'aria del contenitore con i nastri delle fotografie effettuate dal satellite spia statunitense Corona.

## Tipologie di volo spaziale

### Senza equipaggio

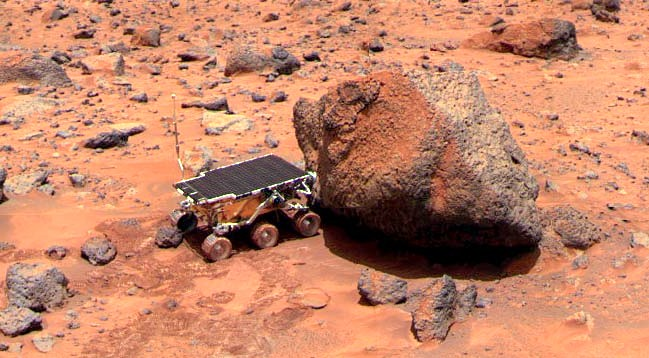
Il piccolo rover Sojourner che compie delle misurazioni sulla Yogi Rock con lo strumento APXS

Il volo spaziale senza equipaggio riguarda tutte le attività che non necessitano della presenza dell'uomo a bordo del veicolo spaziale: questo tipo di voli include tutte le sonde spaziali automatiche, i satelliti e le sonde robotiche. Quest'ultime sono dei veicoli spaziali senza equipaggio generalmente telecomandate da Terra e in grado di compiere missioni complesse in orbita e sulla superficie di corpi celesti. La prima missione spaziale senza equipaggio, nonché il primo oggetto artificiale in assoluto a raggiungere l'orbita è stata la sonda sovietica Sputnik I, lanciata il 4 ottobre 1957.

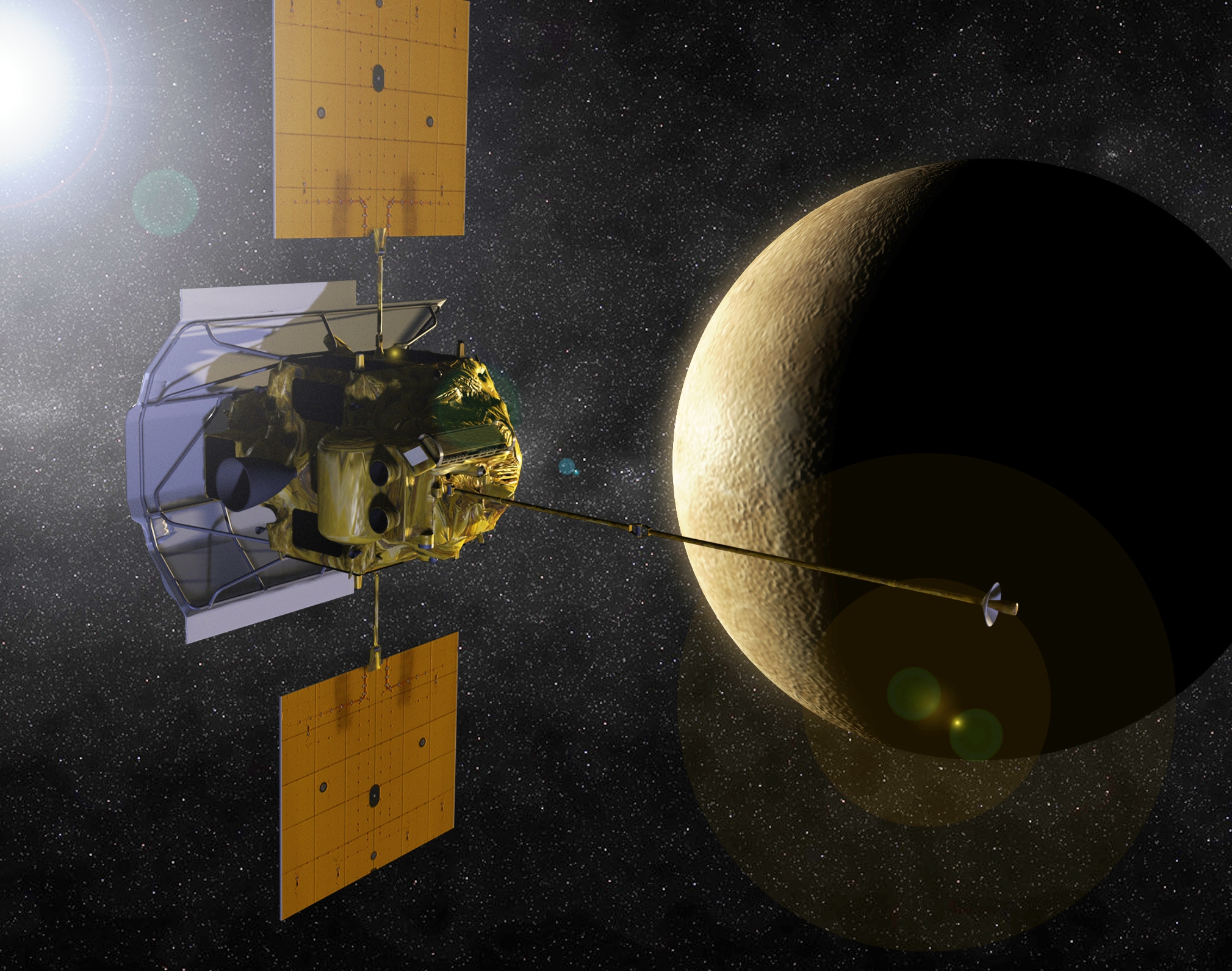
La sonda MESSENGER in volo verso Mercurio (rappresentazione artistica)

#### Vantaggi
Molte missioni spaziali sono più adatte ad essere portate a termine da veicoli senza equipaggio a causa dei costi ridotti e, soprattutto, dei minori rischi di mandare una sonda automatica in orbita rispetto ad un uomo. Inoltre, molti pianeti come Venere o Giove possiedono ambienti estremamente ostili per la sopravvivenza umana, almeno con le tecnologie attuali; pianeti invece come Saturno, Urano e Nettuno sono invece troppo distanti per essere raggiunti in tempi accettabili per un uomo con le attuali conoscenze. In tutti questi casi, l'esplorazione si rivela possibile solamente tramite sonde robotiche. Un altro aspetto riguarda inoltre il pericolo di contaminazione da parte di micro-organismi terrestri che un potenziale volo con equipaggio potrebbe portare con sé. Le sonde permettono una maggiore sicurezza sotto questo aspetto, venendo completamente sterilizzate prima del lancio. L'essere umano, per sua natura, non può infatti venire sterilizzato allo stesso modo in quanto viviamo in simbiosi con molti micro-organismi, che quindi ci seguirebbero nel viaggio nello spazio; oltretutto, numerosi batteri si sono dimostrati in grado di resistere per un certo periodo all'ambiente ostile dello spazio.

#### Telepresenza
Quando il ritardo dovuto alla velocità della luce è abbastanza piccolo, è possibile controllare una sonda dalla Terra quasi in tempo reale. Persino il ritardo di due secondi della Luna è troppo per un'esplorazione in telepresenza dalla Terra. Le onde elettromagnetiche impiegano 400 millisecondi per andare e tornare dai punti di Lagrange L1 e L2, ed è abbastanza per operazioni in telepresenza. La telepresenza potrebbe venir utilizzata per riparare i satelliti in orbita terrestre. Questo ed altri argomenti sono stati discussi nell'Exploration Telerobotics Symposium del 2012.

### Con equipaggio

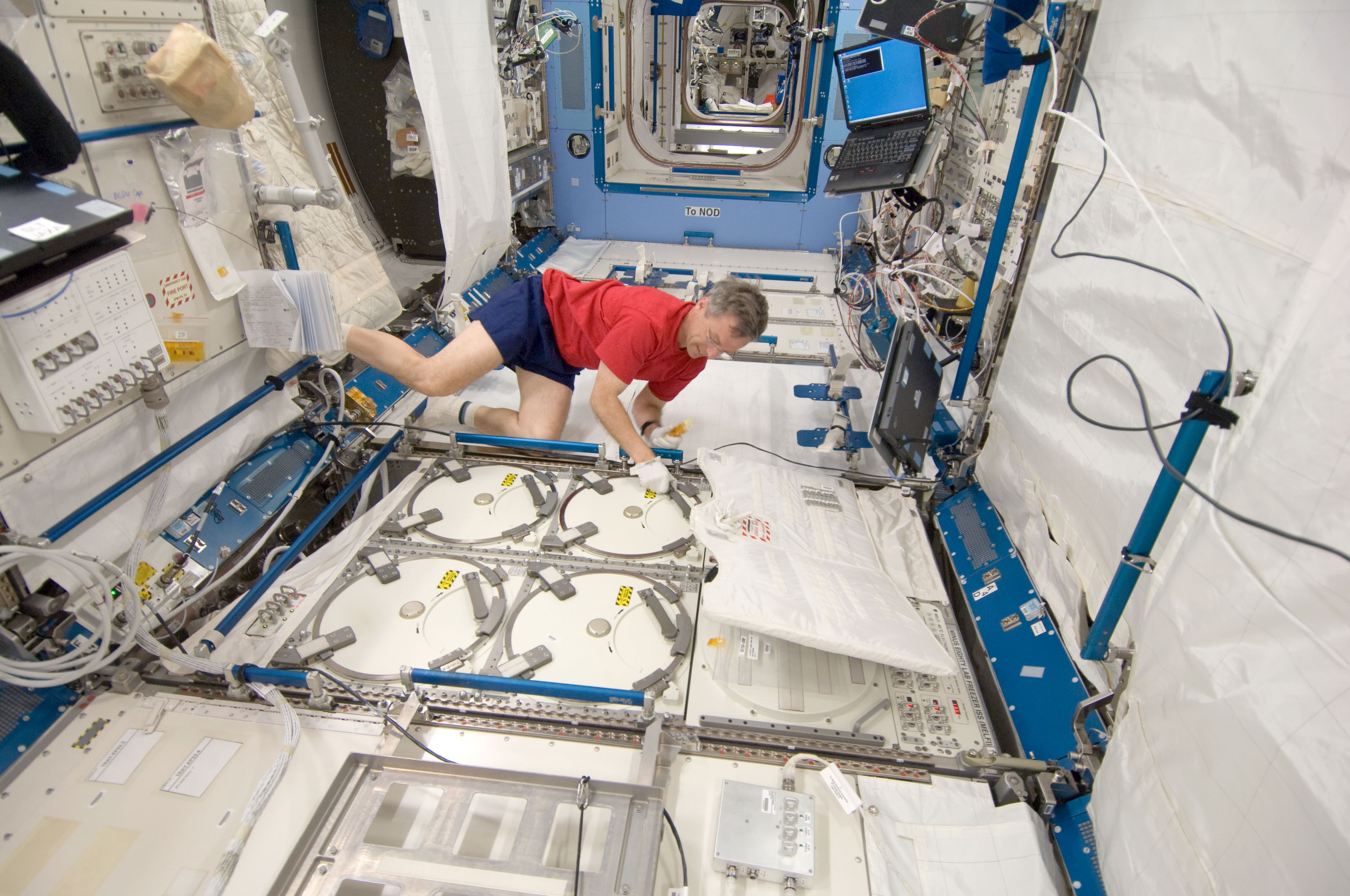
Un astronauta nella Stazione spaziale internazionale mentre immagazzina campioni

Il primo volo con equipaggio della storia fu quello della Vostok 1, il 12 aprile 1961, che portò il cosmonauta sovietico Jurij Gagarin a diventare il primo uomo nello spazio e ad orbitare intorno alla Terra. Attualmente, gli unici veicoli spaziale regolarmente usati per voli con equipaggio sono le navette russe Sojuz e le cinesi Shenzhou, utilizzate rispettivamente per portare gli astronauti sulla Stazione Spaziale Internazionale e sui laboratori spaziali cinesi del programma Tiangong. Fino al 2011 era operativo anche lo Space Shuttle statunitense, anch'esso usato per portare gli astronauti sulla ISS e per eseguire varie missioni con equipaggio in orbita bassa. Gli unici veicoli spaziali con equipaggio a lasciare l'orbita bassa terrestre e ad orbitare ed atterrare su di un altro corpo celeste sono state le navette del programma Apollo degli anni '60 e '70 dirette verso la Luna.

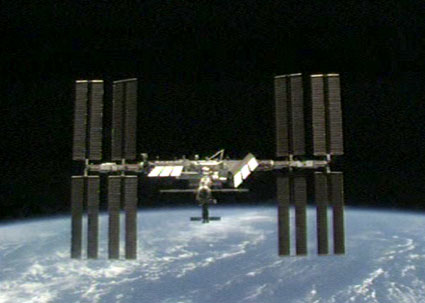
La Stazione Spaziale Internazionale in orbita terrestre vista dall'equipaggio della missione STS-119

## Veicoli spaziali

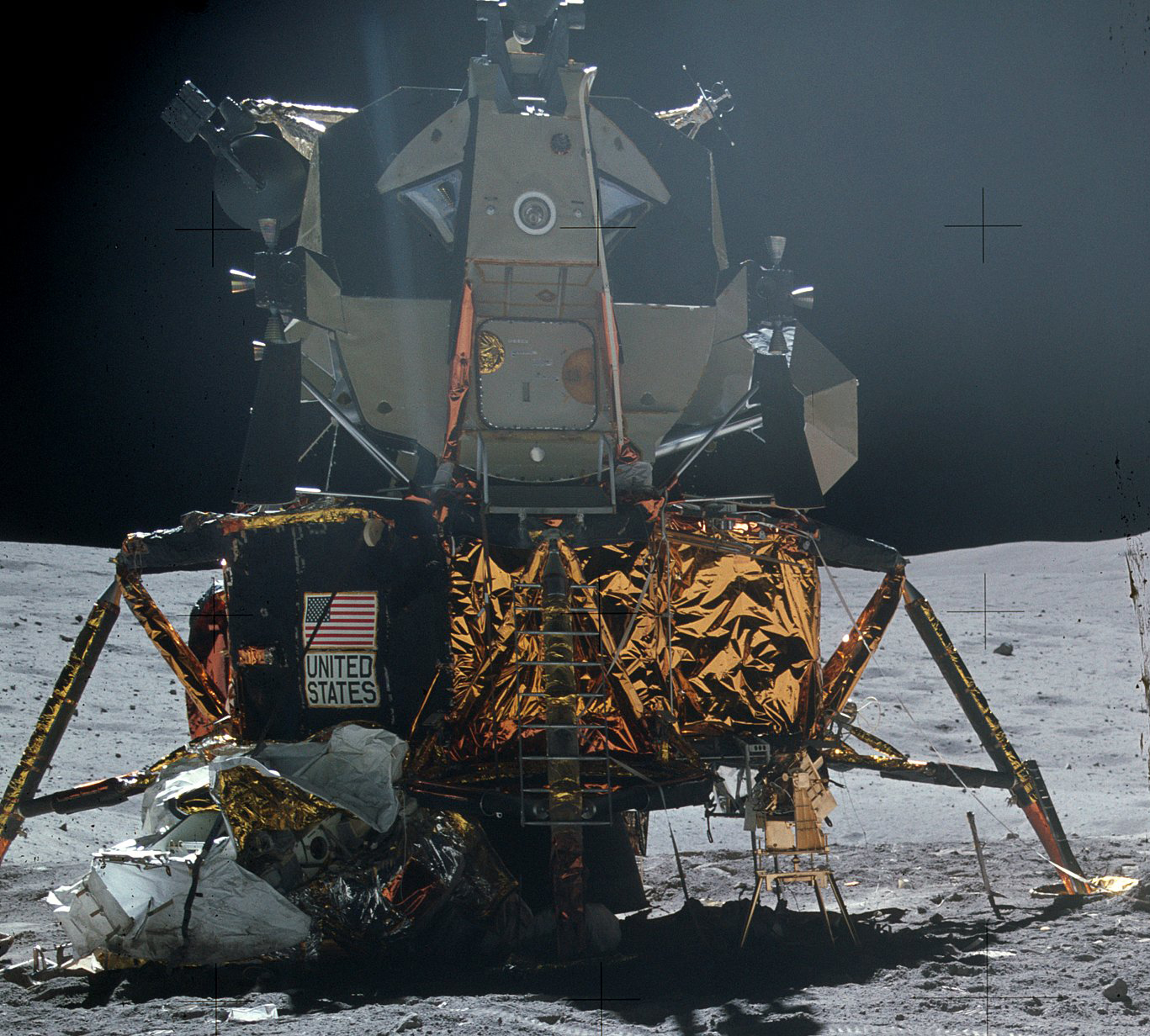
Un modulo lunare Apollo sulla superficie lunare

i veicoli spaziali (o navicelle) sono veicoli in grado di controllare la propria traiettoria nello spazio.
A volte si dice che il primo "vero veicolo spaziale" sia stato il modulo lunare Apollo, dato che fu l'unico veicolo con equipaggio ad essere progettato esclusivamente per lo spazio; è noto inoltre per la sua forma non aerodinamica.

### Propulsione
Al giorno d'oggi le navicelle usano in maniera predominante i razzi come propulsione, ma stanno prendendo sempre più piede tecniche come il propulsore ionico, soprattutto per veicoli senza equipaggio; ciò riduce in maniera significativa la massa del veicolo e incrementa il suo delta-v.

### Lanciatori
I lanciatori (o vettori, o sistemi di lancio) sono usati per portare un payload dalla superficie terrestre nello spazio.

#### Non riutilizzabili
Tutti gli attuali voli spaziali sono effettuati con lanciatori non riutilizzabili a stadi multipli. A partire dal 2020, però, la società privata SpaceX sta sperimentando voli con razzi riutilizzabili fino a 100 volte.

#### Riutilizzabili
Il primo veicolo riutilizzabile, l'X-15, fu lanciato dall'aria in una traiettoria suborbitale il 19 luglio 1963. Il primo veicolo orbitale parzialmente riutilizzabile, lo Space Shuttle, fu lanciato dagli Stati Uniti nel ventesimo anniversario del volo di Yuri Gagarin, il 12 aprile 1981. Durante l'era dello Shuttle, furono costruiti sei orbiter, tutti dei quali hanno volati nell'atmosfera e cinque di questi nello spazio. L'Enterprise fu usato solamente per test di avvicinamento e atterraggio, ed era lanciato dal retro di un Boeing 747 per poi planare senza l'ausilio di motori verso l'Edwards AFB in California. Il primo Space Shuttle a volare nello spazio è stato il Columbia, seguito dal Challenger, dal Discovery, dall'Atlantis, ed infine dall'Endeavour. Quest'ultimo fu costruito per sostituire il Challenger, che esplose nel gennaio 1986. Il Columbia ebbe invece un incidente fatale durante il rientro nel febbraio 2003.

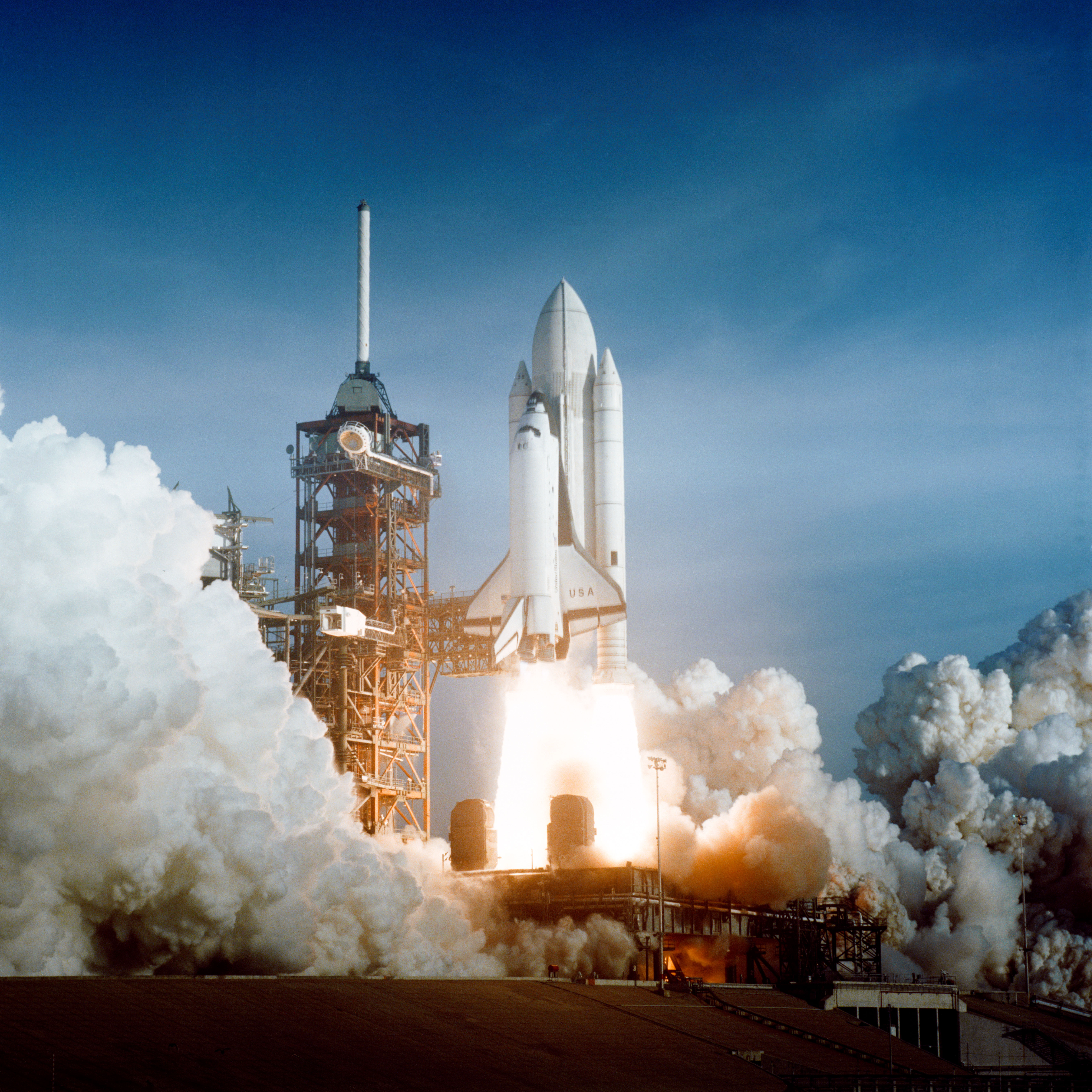
Lo Space Shuttle Columbia pochi secondi dopo l'accensione dei motori durante la missione STS-1
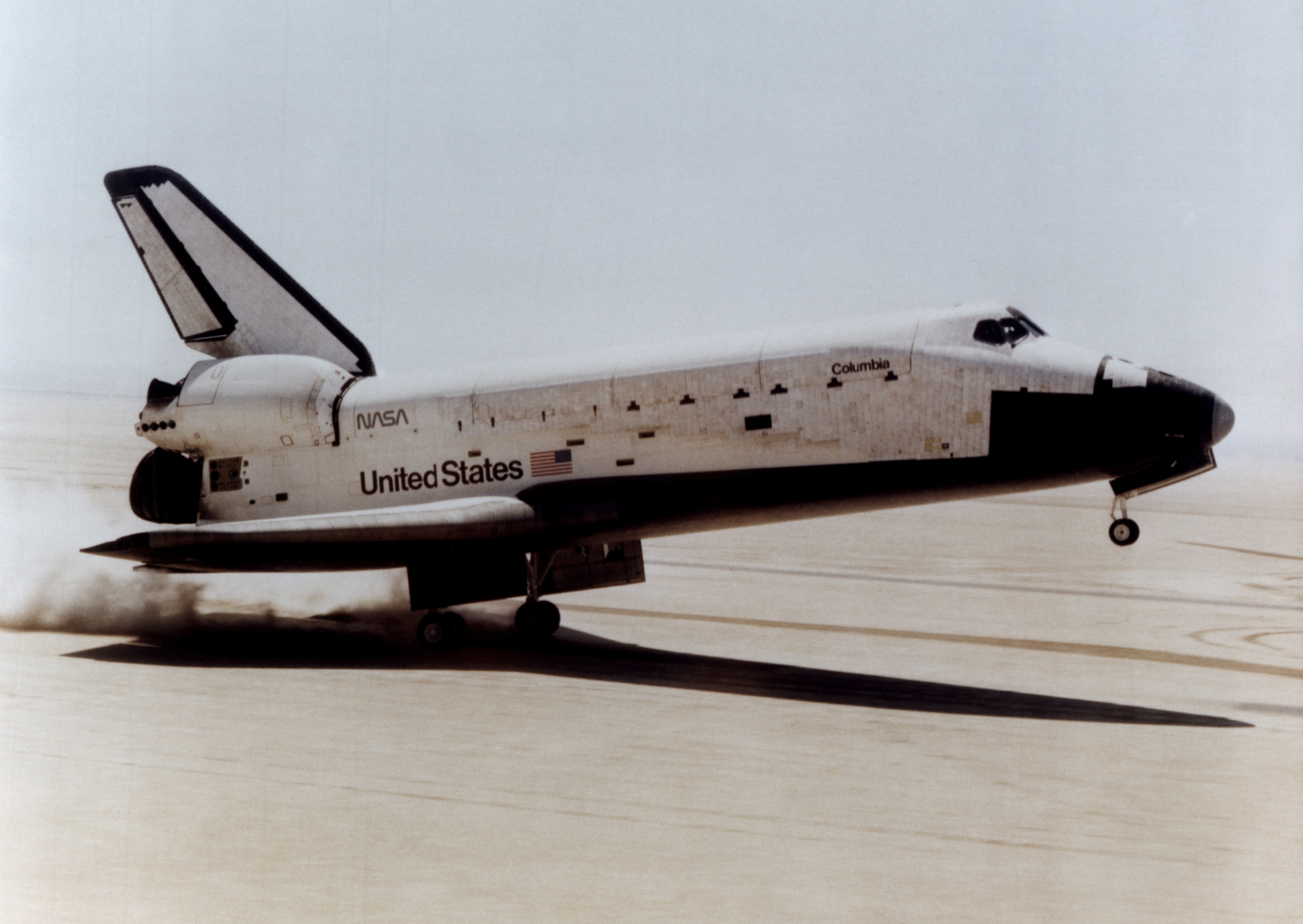
Atterraggio del Columbia, al termine della missione STS-1
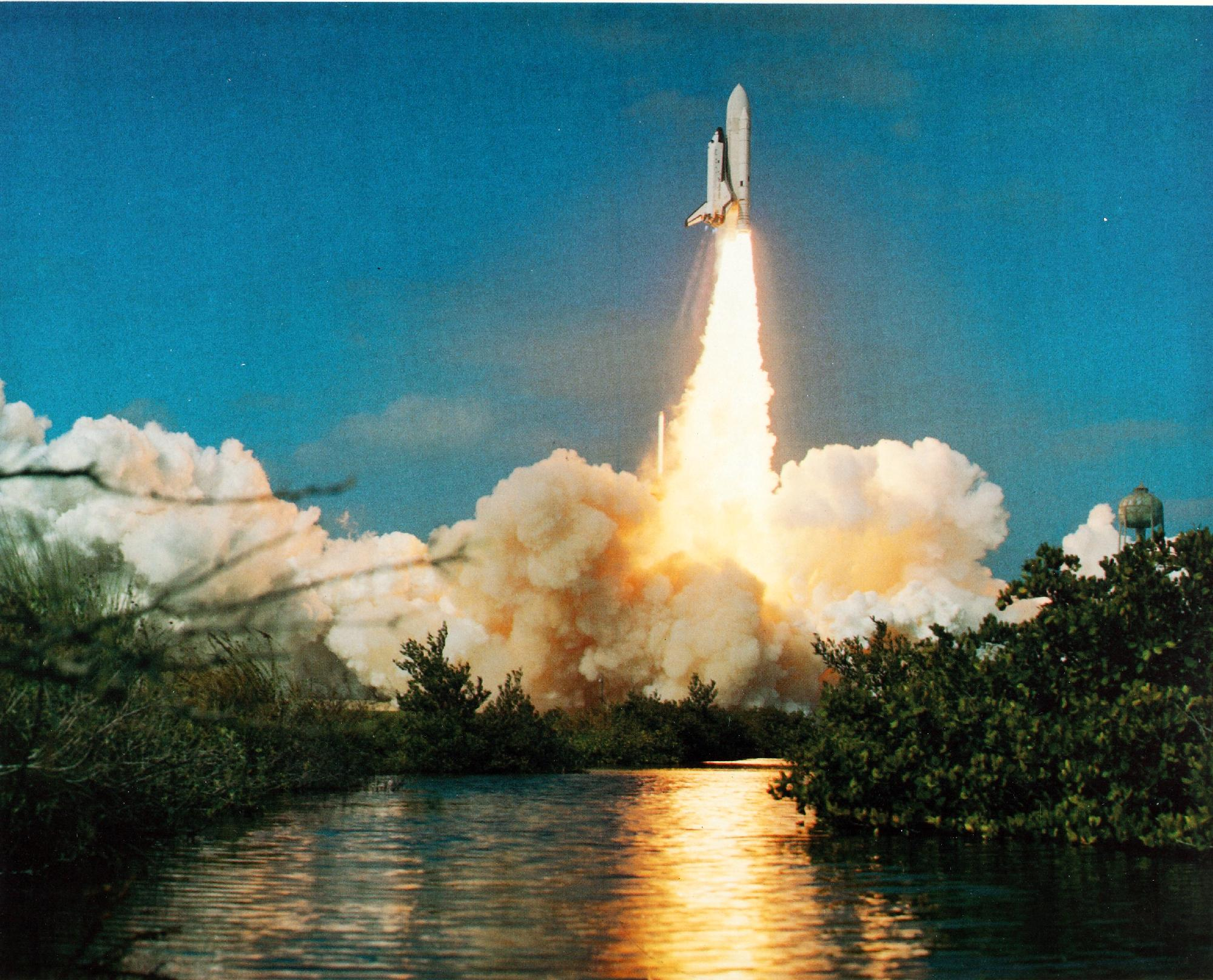
Lancio del Columbia nella STS-2

La prima navicella parzialmente riutilizzabile automatica fu il Buran (tempesta di neve), lanciato dall'URSS il 15 novembre 1988, anche se volò una volta sola. Questo spazioplano era stato progettato per un equipaggio e assomigliava molto allo Space Shuttle statunitense, tranne per i booster sganciabili, che usavano propellente liquido, e per i motori principali, posizionati alla base di quello che sullo Shuttle statunitense sarebbe stato il serbatoio esterno. Il Buran non volò più a causa di mancanza di finanziamenti, aggravata dallo scioglimento dell'URSS.
Come previsto dal Vision for Space Exploration, lo Space Shuttle fu ritirato nel 2011; il motivo principale è l'età e l'alto costo che arrivava al miliardo di dollari per volo. Il ruolo dello Shuttle per il trasporto umano dovrà essere sostituito dal Crew Exploration Vehicle (CEV), veicolo parzialmente riutilizzabile, entro il 2021. Il ruolo dello Shuttle per il trasporto di merci pesanti dovrà essere sostituito dai razzi non riutilizzabili come il Evolved Expendable Launch Vehicle (EELV) o lo Shuttle Derived Launch Vehicle.
Lo SpaceShipOne di Scaled Composites fu uno spazioplano suborbitale riutilizzabile che portò i piloti Mike Melvill e Brian Binnie su due voli consecutivi nel 2004 per vincere l'Ansari X Prize. The Spaceship Company costruirà il suo successore SpaceShipTwo. Una flotta di SpaceShipTwo gestita da Virgin Galactic era pianificata per portare passeggeri paganti (turisti spaziali) nel 2008, ma è stato posticipata a causa di un incidente nello sviluppo della propulsione.

## Problematiche del volo spaziale

### Assenza di peso

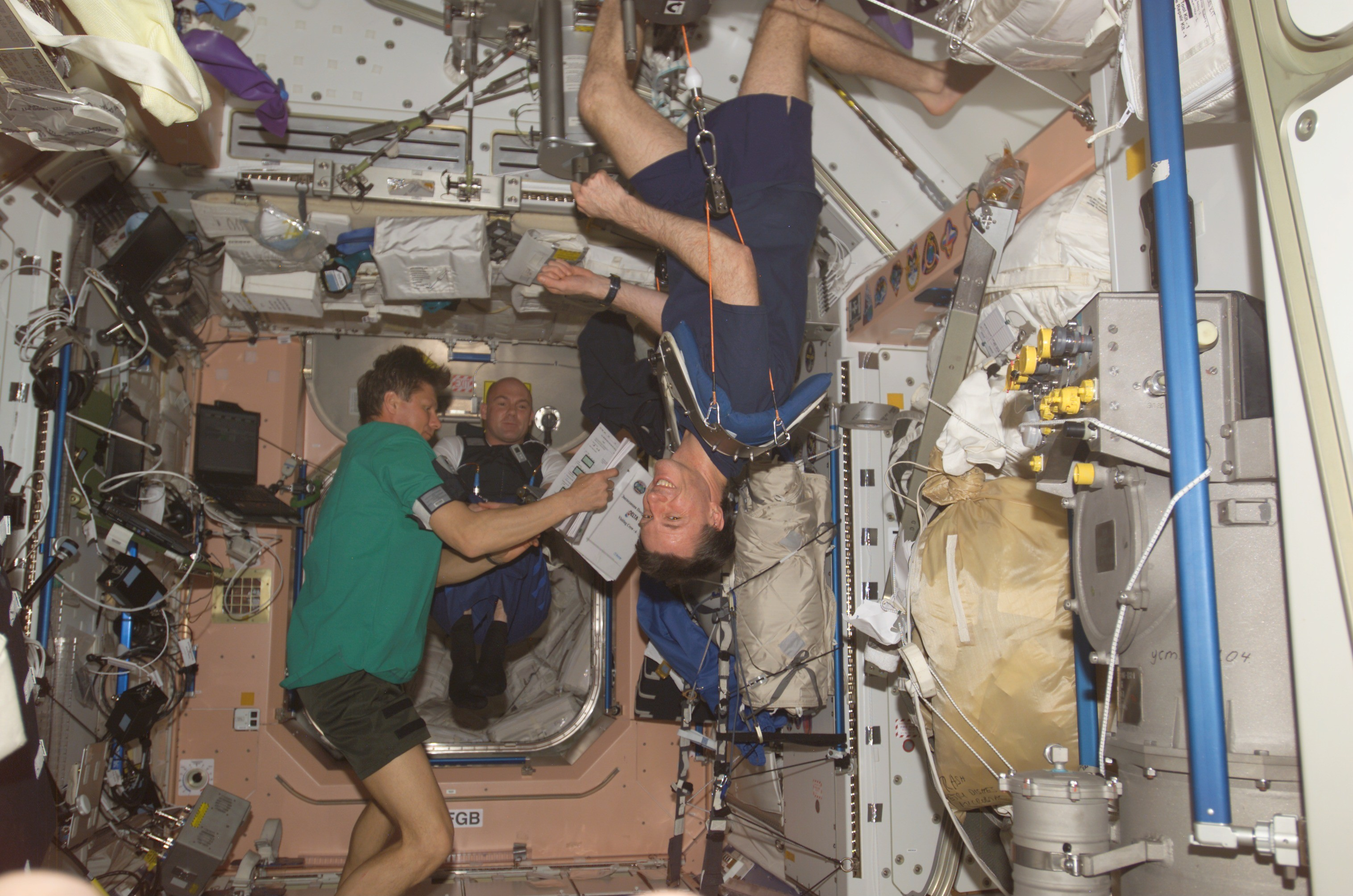
Astronauti sulla ISS in assenza di peso. Michael Foale in primo piano fa esercizio fisico.

Gli astronauti nell'adattamento dell'organismo all'assenza di peso possono sperimentare delle sensazioni di disturbo, probabilmente dovute ai segnali contrastanti trasmessi al cervello dagli organi sensoriali rispetto a quelli dell'apparato vestibolare che regola l'equilibrio; questa sindrome, detta sindrome da adattamento allo spazio (SAS), può manifestarsi con vomito, diarrea, mancanza di appetito, cefalea e malessere diffuso.
La sensibilità del singolo astronauta al "mal di spazio" è difficilmente prevedibile. Un astronauta adeguatamente addestrato riesce a svolgere i propri compiti anche se interessato da SAS.
Sono state messe a punto alcune terapie farmacologiche per alleviare i sintomi determinati dal mal di spazio, parzialmente efficaci e con effetti collaterali più o meno marcati, il più frequente dei quali è la sonnolenza.
Dopo una prolungata permanenza nello spazio, può manifestarsi anche al rientro sulla Terra, detta allora come "sindrome da sbarco".

### Radiazioni
Sopra l'atmosfera, incrementano le radiazioni dovute alle fasce di Van Allen, quelle solari e quelle cosmiche. Più lontani dalla Terra, i flare solari possono rilasciare una dose di radiazioni letale in pochi minuti, e i raggi cosmici aumentano in maniera significativa il rischio di cancro.

## Applicazioni del volo spaziale
Attualmente, il volo spaziale viene utilizzato per:
- Esplorazione dello spazio
- Osservazione della Terra per scopi scientifici e commerciali
- Spionaggio militare
- Telecomunicazioni
- Navigazione satellitare
- Monitoraggio di oggetti near-Earth

Inoltre, già da qualche anno è stata data la possibilità a compagnie private di sviluppare, costruire e lanciare i propri veicoli spaziali, fornendo quindi servizi commerciali per le più svariate applicazioni: dal turismo spaziale (come Virgin Galactic e Blue Origin) al rifornimento della Stazione Spaziale Internazionale (SpaceX e OrbitalATK), passando per la messa in orbita di satelliti di aziende private ed agenzie governative dai molteplici utilizzi (SpaceX). L'ingresso di numerose compagnie private ha permesso di abbassare i costi di lancio tramite una gestione più efficiente e svincolata dalle politiche governative delle nazioni con un'agenzia spaziale. Inoltre, la competizione che si è venuta a creare ha generato un rapido sviluppo nelle tecnologie di recupero e riutilizzo dei lanciatori (si veda la SpaceX con la famiglia di lanciatori Falcon).
Nel futuro, il settore privato e commerciale prenderà sempre più piede e sempre più voli saranno finanziati da compagnie private e singoli individui, permettendo l'inizio di una vera e propria colonizzazione dello spazio.